# Gennaro Tutino
Gennaro Tutino (Napoli, 20 agosto 1996) è un calciatore italiano, attaccante dell'Avellino, in prestito dalla Sampdoria.

## Biografia
Prima di dedicarsi esclusivamente al calcio, ha seguito per tre anni corsi di danza classica. È cugino di Armando Anastasio, anch'egli calciatore.

## Caratteristiche tecniche
È una prima punta dotata di una buona tecnica individuale, ottima grinta e gran temperamento, rapidità e tecnica, che può svariare su tutto il fronte offensivo per via della sua bravura nei movimenti senza palla. Calcia spesso dalla media distanza ed è bravo a reggere i contrasti.

## Carriera

### Club
Muove i suoi primi passi nelle giovanili del Napoli. Il 22 luglio 2014 passa in prestito al Vicenza. All'esordio in Coppa Italia con i veneti subisce un infortunio al legamento crociato anteriore del ginocchio destro, che lo costringe ad uno stop di cinque mesi. Il 26 gennaio 2015 passa in prestito al Gubbio.
Il 15 luglio 2015 viene ceduto in prestito all'Avellino. Il 28 gennaio 2016 passa in prestito al Bari. Esordisce in Serie B il 30 aprile contro il Perugia (0-0), subentrando al 76' al posto di Gianluca Sansone. Il 30 luglio 2016 passa in prestito Carrarese. L'11 dicembre riporta la frattura del secondo e terzo metatarso, che lo tiene fermo cinque mesi. Al rientro risulta decisivo nella gara di ritorno dei play-out disputata contro la Lupa Roma, dove siglerà il gol del definitivo 1-0, che sancisce la salvezza dei toscani.
Il 18 luglio 2017 passa in prestito al Cosenza. Termina l'annata con 12 reti – di cui 4 ai play-off – contribuendo in maniera significativa al ritorno in Serie B dei calabresi dopo 15 anni. Il 2 agosto 2018 torna in prestito al Cosenza, con cui segna 10 reti – di cui uno in rovesciata contro il Venezia (1-1), premiato dalla Lega B come il più bello della stagione – contribuendo alla salvezza della squadra. 
Il 9 agosto 2019 passa in prestito al Verona. Esordisce in Serie A il 25 agosto contro il Bologna (1-1). Il 10 gennaio 2020 passa in prestito all'Empoli, in Serie B. Il 25 settembre 2020 passa alla Salernitana con la formula del prestito con diritto di opzione ed obbligo di riscatto a determinate condizioni. Termina la stagione con 13 reti all'attivo – miglior marcatore stagionale dei campani – l'ultimo dei quali segnato in occasione della vittoria per 3-0 sul campo del Pescara, che sancisce il ritorno in Serie A dei granata dopo 22 anni.
Il 13 agosto 2021 passa in prestito con obbligo di riscatto al Parma. Esordisce con gli emiliani il 20 agosto contro il Frosinone, bagnando l'esordio con una rete. L'incontro terminerà 2-2.
Il 18 gennaio 2023 passa in prestito con diritto d'opzione e obbligo condizionato al Palermo. Debutta con i rosanero due giorni dopo, subentrando a Nicola Valente nella vittoria di misura (1-0) contro il Bari.Il 17 marzo segna la sua prima rete nel successo per 5-2 contro il Modena.
Il 21 luglio 2023 viene ceduto, sempre in prestito con obbligo e diritto di opzione per il riscatto, al Cosenza., tornando a vestire la maglia dei silani dopo quattro anni. Il 13 agosto va subito a segno al debutto, nella sfida di Coppa Italia persa in casa col Sassuolo per 2-5 dopo i tempi supplementari. 
Concluderà la stagione con 20 gol su 35 presenze (record assoluto per un giocatore del Cosenza in un campionato di serie B).
Il 14 giugno 2024 viene ufficializzato il riscatto da parte del Cosenza per una cifra vicina ai 2,5 milioni di euro.
Il 1º agosto seguente viene ceduto in prestito con obbligo di riscatto alla Sampdoria, sottoscrivendo un contratto valido fino al 30 giugno 2028. Il 27 agosto segna la sua prima rete con i blucerchiati in occasione della sconfitta per 3-2 in casa della Salernitana. Conclude l'annata con 5 goal totalizzati in 23 partite di campionato.
L'8 agosto 2025 viene ceduto in prestito all'Avellino, facendo ritorno in Irpinia dopo 10 anni.

### Nazionale
Conta diverse apparizioni con le selezioni giovanili azzurre.

## Statistiche

### Presenze e reti nei club
Statistiche aggiornate all'8 agosto 2025.
| Stagione        | Squadra         | Campionato      | Campionato | Campionato | Coppe nazionali | Coppe nazionali | Coppe nazionali | Coppe continentali | Coppe continentali | Coppe continentali | Altre coppe | Altre coppe | Altre coppe | Totale | Totale |
| Stagione        | Squadra         | Comp            | Pres       | Reti       | Comp            | Pres            | Reti            | Comp               | Pres               | Reti               | Comp        | Pres        | Reti        | Pres   | Reti   |
| --------------- | --------------- | --------------- | ---------- | ---------- | --------------- | --------------- | --------------- | ------------------ | ------------------ | ------------------ | ----------- | ----------- | ----------- | ------ | ------ |
| 2014-gen. 2015  | Vicenza         | B               | -          | -          | CI              | 1               | 0               | -                  | -                  | -                  | -           | -           | -           | 1      | 0      |
| gen.-giu. 2015  | Gubbio          | LP              | 11         | 1          | CI-LP           | -               | -               | -                  | -                  | -                  | -           | -           | -           | 11     | 1      |
| 2015-gen. 2016  | Avellino        | B               | 0          | 0          | CI              | -               | -               | -                  | -                  | -                  | -           | -           | -           | 0      | 0      |
| gen.-giu. 2016  | Bari            | B               | 1          | 0          | CI              | -               | -               | -                  | -                  | -                  | -           | -           | -           | 1      | 0      |
| 2016-2017       | Carrarese       | LP              | 13+2       | 1+1        | CI+CI-LP        | 1+1             | 1+0             | -                  | -                  | -                  | -           | -           | -           | 17     | 3      |
| 2017-2018       | Cosenza         | C               | 27+9       | 7+4        | CI+CI-C         | 1+3             | 0+1             | -                  | -                  | -                  | -           | -           | -           | 40     | 12     |
| 2018-2019       | Cosenza         | B               | 33         | 10         | CI              | 1               | 0               | -                  | -                  | -                  | -           | -           | -           | 34     | 10     |
| 2019-gen. 2020  | Verona          | A               | 6          | 0          | CI              | 1               | 0               | -                  | -                  | -                  | -           | -           | -           | 7      | 0      |
| gen.-ago. 2020  | Empoli          | B               | 16+1       | 3+1        | CI              | -               | -               | -                  | -                  | -                  | -           | -           | -           | 17     | 4      |
| 2020-2021       | Salernitana     | B               | 36         | 13         | CI              | 2               | 1               | -                  | -                  | -                  | -           | -           | -           | 38     | 14     |
| 2021-2022       | Parma           | B               | 27         | 5          | CI              | 1               | 0               | -                  | -                  | -                  | -           | -           | -           | 28     | 5      |
| 2022-gen. 2023  | Parma           | B               | 17         | 2          | CI              | 0               | 0               | -                  | -                  | -                  | -           | -           | -           | 17     | 2      |
| Totale Parma    | Totale Parma    | Totale Parma    | 44         | 7          |                 | 1               | 0               |                    | -                  | -                  |             | -           | -           | 45     | 7      |
| gen.-giu. 2023  | Palermo         | B               | 18         | 3          | CI              | -               | -               | -                  | -                  | -                  | -           | -           | -           | 18     | 3      |
| 2023-2024       | Cosenza         | B               | 35         | 20         | CI              | 1               | 1               | -                  | -                  | -                  | -           | -           | -           | 36     | 21     |
| Totale Cosenza  | Totale Cosenza  | Totale Cosenza  | 95+9       | 37+4       |                 | 6               | 2               |                    | -                  | -                  |             | -           | -           | 110    | 43     |
| 2024-2025       | Sampdoria       | B               | 21         | 5          | CI              | 2               | 0               | -                  | -                  | -                  | -           | -           | -           | 23     | 5      |
| 2025-2026       | Avellino        | B               | 0          | 0          | CI              | -               | -               |                    | -                  | -                  |             | -           | -           | 0      | 0      |
| Totale Avellino | Totale Avellino | Totale Avellino | 0          | 0          |                 | 0               | 0               |                    | -                  | -                  |             | -           | -           | 0      | 0      |
| Totale carriera | Totale carriera | Totale carriera | 261+12     | 70+6       |                 | 15              | 4               |                    | -                  | -                  |             | -           | -           | 288    | 80     |